# مسجد وخانقاه الأشرف برسباي (الخانكة)
جامع السلطان الأشرف برسباي يعد من أهم المعماريات في العصر المملوكي، كما هو من أهم رموز مدينة الخانكة الحالية.

## تاريخ الجامع
شُيّد هذا الجامع عام 841 هجرية 1437م، وبُني في الخانقاه (مدينة الخانكة حاليًا) بمصر (تبعد مسافة 15 كيلو متر شمال القاهرة)، في عهد السلطان الأشرف سيف الدين برسباي، وسمي باسمه (ويعرف الآن بين أهل مدينة الخانكة بمسجد الأشرف، والسلطان سيف الدين برسباي هو مملوكي ارتقى في هرم السطلة حتى تولى عرش السلطنة في (8 من ربيع الآخر 825 هـ == 1 من أبريل 1422 م)،
ويرتبط تاريخ الجامع الأشرف بتاريخ مدينة الخانكة، حيث أنها مدينة شُيدت من أجل نذر سلطاني، حيث بناها السطان المملوكي الملك الناصر محمد قلاوون، حيث أصيب بوعكة أثناء رحلة صيد شمال القاهرة بالقرب من منطقة سرياقوس، ونذر لله أن يجعل هذا المكان مباركًا إن عافاه الله (فيجعل منه مكانًا للعبادة ببناء المساجد والتكايا ومتطلبات الجذب الديني)، وبالفعل حُمِل لقلعة الجبل (قلعة صلاح الدين الأيوبي) للعلاج، وتم له الشفاء، فخرج على رأس موكب يضم علماء ومهندسين لتأسيس هذه المدينة عام 725 هـ، وبنى في هذا المكان خانقاة ومسجد وتكية وحمام (مغتسل)، وبمرور الأيام أصبح هذا المكان مكانًا لإيواء الصوفية والعباد وأيضًا الفقراء وعابري السبيل.
وفي عام 825 هـ تولى السلطان الأشرف برسباي الحكم (تحديدًا في 8 من ربيع الآخر 825 هـ = 1 من أبريل 1422 م أي بعد مائة عام من بناء الخانقاه وتأسيس مدينة الخانكة)، وكانت هذه بداية مرحلة جديدة (في مصر والشام) من النهضة العلمية والفتوحات الخارجية، وخلال هذه الفترة عزم السلطان الأشرف برسباي على فتح قبرص، فمَرَّ السلطان الأشرف برسباي ومعه جيشه بمدينة الخانقاة، ليعيد تنظيم الجيش ترتيب صفوفه لفتح قبرص (التي صارت بؤرة الجيوش الصليبية ومقر انطلاقاتها للهجوم على الأسكندرية والشام) فتذكر السلطان أمر سلفه الناصر قلاوون، فيعيد التاريخ نفسه وينذر السلطان الأشرف برسباي نذرا لله بأن يبني بالخانقاة مسجدا ومسقى إن نصره الله، متوسمًا في دعاء أهلها من الصوفية الدعم العون والتوفيق، وتم له النصر، فخرجت مصر كلها تحتفل بفتح قبرص والاستيلاء على عاصمتها وخرج السلطان على رأس موكب من العلماء والمهندسين لبناء جامع السلطان الأشرف برسباي ليكون تحفة معمارية مملوكية تشهد للأجيال على عظمة العمارة الإسلامية.
وعلى نفس طراز وعمارة هذا المسجد يوجد مسجدين آخرين كلاهما بالقاهرة، تم بنائهما في عهد السلطان الأشرف برسباي ويحملان اسمه أحدهما بُني في سنة 826 هجرية 1424م بقرافة المماليك بالقاهرة وبه دُفن السلطان الأشرف برسباي، وبُني الآخر في 835 هجرية = 1432م بشارع المعز لدين الله عند تلاقيه بشارع جوهر القائد بالقاهرة.

## فن عمارة المسجد
قد أبدع المهندسون في عمارة مسجد السلطان الأشرف، فالمسجد عبارة عن مصلى فسيح يتكون من صحن مكشوف (تبزغ الشمس داخل المسجد من خلال هذا الصحن فتضيء المسجد وتصل لكل جوانبه)، وتحيط بهذا الصحن أربعة أروقة (ترتفع الأروقة حوالي 40 سنتيمتر عن الصحن)، أكبر الأروقة هو رواق القبلة الذي يشتمل على ثلاثة صفوف من العقود المحمولة على أعمدة رخامية ويتكون كل من الرواقين الجانبيين من صفين كما يتكون رواق المؤخرة من صف واحد، هذا ويغطى رواق القبلة سقف من الخشب على شكل مربعات وطبال منقوشة ويكسو الجزء السفلى من حوائطه وزرة من الرخام الملون يتوسطها محراب رخامى يقوم إلى جواره منبر من الخشب طعمت حشواته بالسن.
والوجهة الرئيسة للمسجد تشرف على الطريق العام وبها المدخل الذي تغطيه مقرنصات جميلة ويحلى صدره أشرطة من الرخام الأبيض والأسود بأعلاها طراز مكتوب به تاريخ الفراغ من عمارة هذا المسجد سنة 841 هجرية وإلى يمين المدخل سبيل يعلوه كتاب وإلى يساره تقوم مئذنة مكونة من ثلاث طبقات مماثلة لمئذنة مسجده بشارع المعز لدين الله، وللمسجد ثلاث وجهات أخرى بمنتصف الوجهة الغربية منها مدخل آخر.
كان لهذا المسجد دورة مياه عتيقة منفصلة عنه لا زالت محتفظة بمعالم تخطيطها القديم.
وقد تعرض هذا المسجد للتصدع بسبب عوامل الزمن فضلا عن عدم العناية، إلا أن إدارة حفظ الآثار العربية تداركت هذا المسجد وهو في حالة تصدع شديد فقامت بترميمه وإصلاحه إصلاحًا شاملًا بحيث أصبح كما هو الآن.

## ملحقات الجامع
الجامع يضم المسجد وبالإضافة إليه يضم عدد من الملحقات أهمها المكتبة الضخمة، وهي جهة اليمين من الباب الرئيسي للمسجد ولها باب خشبي سميك طوله ستة أمتار وعرضه مترين ونصف المتر، ضمت المكتبة عدداً من الكتب التاريخية القديمة التي كتبت في عهد السلطان الأشرف برسباي بواسطة العلماء المعاصرين له والذين أثروا فترة ولايته علمياً، مثل تاريخ المقريزي وفتح الباري لابن حجر العسقلاني ومؤلفات جلال الدين السيوطي فضلا عن كتب أخرى، بعض هذه الكتب احتفظت بها، كما يضم عدد من الغرف والأروقة المنفصلة والتي كانت تعد للتدريس وتحفيظ القرآن الكريم ودروس العلم الشرعي،

## سبيل الجامع
يوجد بمسجد السلطان الأشرف برسباي سبيل (مسقى) كبير وعتيق، ويعد من أهم أسبلة العصر المملوكي، تم هدم بعضا منه بمرور الزمن ولكنه لا زالت آثاه موجودة حتى الآن، وهو مكون من طابقين ويتضح به مكان المزملاتي (الشخص المعين من قبل منشئ السبيل لرفع المياه من فتحة البئر)، وكان سبيل الجامع يستخدم قديما في السقيا للمتصوفة وطلاب العلم الذين يرتادون مدرسة الخانقاه ومساجد المدينة وأيضا لعابري السبيل والفقراء والمساكين ممن يرتادون التكايا ويحضرون الولائم بالمدينة بعد أن صارت مركزا مدنيًا ودينيًا.

## مدرسة الجامع
ضم مسجد السلطان الأشرف برسباي مدرسة لتعليم القرآن الكريم والعلوم الشرعية والعلوم والفنون والآداب الحياتية أيضاً، وهذا كان سمت مساجد وجوامع الدولة المملوكية، ويضم المسجد العديد من الغرف الملحقة، كما تعلو بوابة المسجد الرئيسية مجموعة من الغرف التي خصصت لمريدي المسجد ولخدمه والعاملين عليه، وقد تشرفت بعلماء العصر المملوكي وخاصة الذين عاصروا السلطان الأشرف برسباي، فحظيت مدرسة المسجد بعلوم التفسير والفقه والتوحيد والسيرة والرقائق، خاصة من علماء الصوفية الذين اشتهرت بهم المدينة خلال تاريخها، ولا زالت وزارة الأوقاف المصرية تقوم بتنفيذ نشاطات دينية واجتماعية حتى الآن.

## أئمة الجامع الأشرف
تولى مشيخة الجامع الأشرف العديد من العلماء منذ تشييده في عهد السلطان الأشرف برسباي، حيث خطب فيه العلماء الذين ذاع صيتهم خلال فترة حكم السلطان الأشرف برسباي مثل المقريزي وابن حجر العسقلاني، فضلا عن جلال الدين السيوطي الذي تولى مشيخة الخانقاة لفترة طويلة (غير محدد تاريخيا أي الخانقاوات الثلاثة التي شيدها السلطان كانت مشيخة العالم السيوطي).
بعد ذلك تعاقب العديد من الأئمة على مشيخة هذا المسجد، وفي العصر الحديث تشرف بزيارة المسجد العديد من العلماء مثل الشيخ محمد الغزالي والشيخ السيد سابق، كما تولى الخطابة فيه العديد من أبناء الخانكة أمثال الشيخ محمد عبد المنعم البري رئيس جبهة علماء الأزهر والشيخ محمد اللبان الأستاذ بجامعة الأزهر ووالشيخ أحمد المشتولي والشيخ محمد كمال فرح والشيخ سمير السمين والشيخ كمال سرور والشيخ حسن مفتاح وغيرهم، هذا فضلًا عن حفظة القرآن الكريم والحائزين على إجازات في قراءات القرآن الكريم مثل الشيخ عبد الله عمران وطارق البطاوي أحمد الحجار وإبراهيم خروب ومحمد النقيش ومحمد اللبان وصلاح مفتاح ويتولى الخطابة بالمسجد الآن الشيخ عبد العزيز عبد الغني وهو من أبناء مدينة الخانكة وله دروس خطب مسجلة بالمسجد الأشرف

## مكانة جامع الأشرف
في العصر الحالي يعرف المسجد بين أبناء مدينة الخانكة بـ (الجامع الاشرف)، وللجامع مكانة كبيرة بين أهالي المدينة والمنطقة المحيطة به، حيث يفتخر الكثيرون بإقامة مناسباتهم الاجتماعية به مثل عقود الزواج وشعائر الجنائز، وأيضا صلاة الأعياد والمناسبات الأخرى، كما يقوم أهالي المنطقة بمزاولة العديد من الأنشطة الدينية والاجتماعية والثقافية في المسجد، كما يستضيف الجامع الأشرف العديد من أنشطة وزارة الأوقاف المصرية وبعض الجهات الرسمية والأهلية والخيرية الأخرى.
وحالياً يقوم المستشار عدلي حسين محافظ القليوبية (حيث تتبع مدينة الخانكة إدارياً في مصر لمحافظة القليوبية) بصلاة الجمعة الرابعة من كل شهر بالمسجد تقديرا لمكانته، وذلك من أجل التواصل مع أهل المدينة، وتؤكد مثل هذه النشاطات على دور المسجد في الحياة العامة وتقدير أهل المدينة للمكانة التاريخية للمسجد